# Jasseines
Jasseines est une commune française, située dans le département de l'Aube en région Grand Est.

## Géographie
Au cadastre de 1840 sont cités : Aires, Gros-Gagnage, l'Hôtel-Dieu, Laurenderie, Moulin-à-Vent, Petit-Jasseines, Rétrionettes, la Roche, Saint-Nicolas, Surchamps, la Tombelle.
La commune est traversée par le Meldançon.

### Communes limitrophes
|                  | Dampierre | Donnement |
| Dommartin-le-Coq | Jasseines |           |
| Brillecourt      | Aulnay    | Lesmont   |

### Hydrographie
La commune est dans la région hydrographique « la Seine de sa source au confluent de l'Oise (exclu) » au sein du bassin Seine-Normandie. Elle est drainée par le Meldancon,.
Le Meldancon, d'une longueur de 26 km, prend sa source dans la commune de Lignon et se jette  dans l'Aube à Morembert, après avoir traversé onze communes.

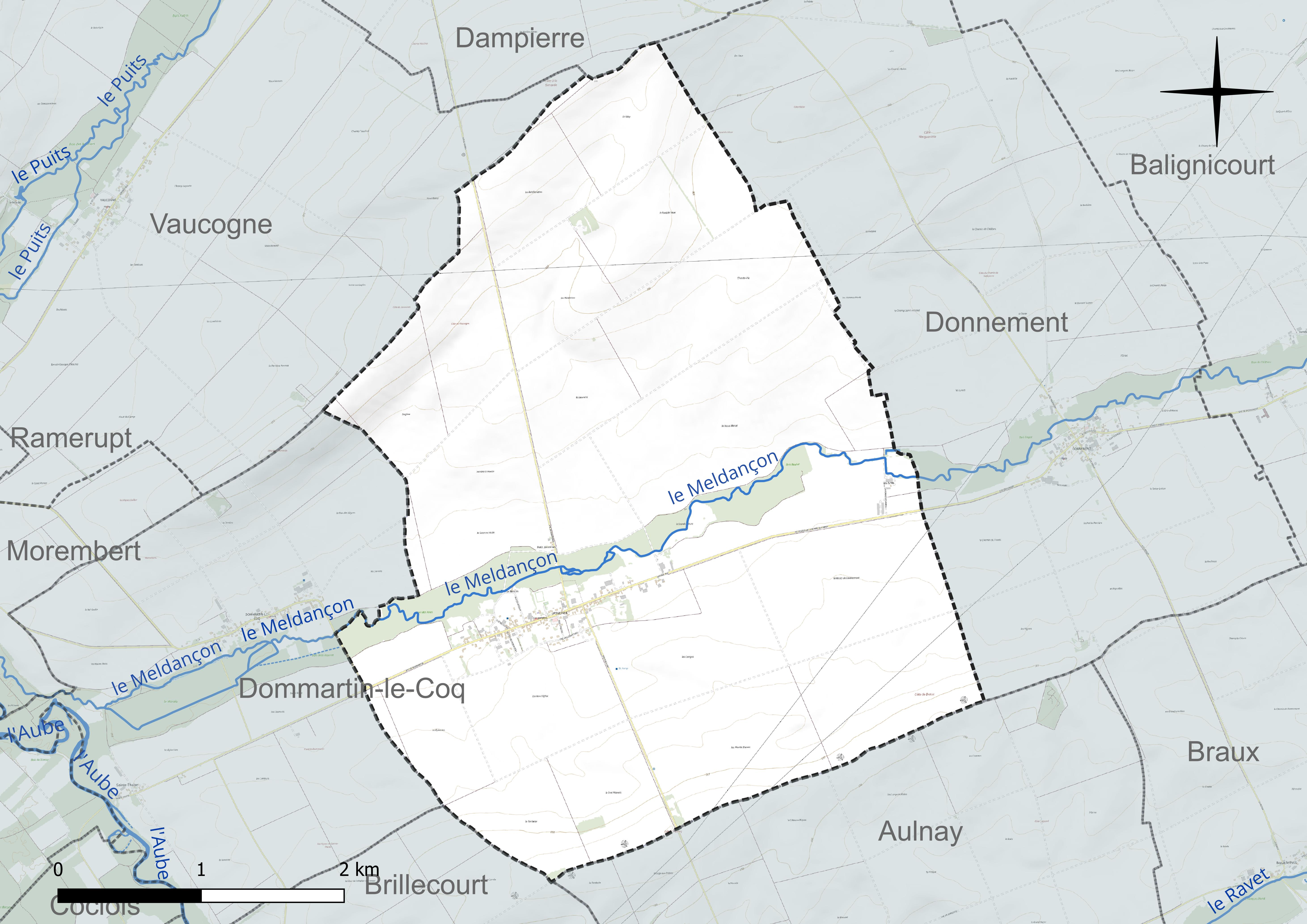
Réseau hydrographique de Jasseines.

### Climat
Pour des articles plus généraux, voir Climat du Grand Est et Climat de l'Aube.
En 2010, le climat de la commune est de type climat océanique dégradé des plaines du Centre et du Nord, selon une étude du Centre national de la recherche scientifique s'appuyant sur une série de données couvrant la période 1971-2000. En 2020, Météo-France publie une typologie des climats de la France métropolitaine dans laquelle la commune est exposée à un climat océanique altéré et est dans la région climatique Nord-est du bassin Parisien, caractérisée par un ensoleillement médiocre, une pluviométrie moyenne régulièrement répartie au cours de l’année et un hiver froid (3 °C).
Pour la période 1971-2000, la température annuelle moyenne est de 10,5 °C, avec une amplitude thermique annuelle de 15,9 °C. Le cumul annuel moyen de précipitations est de 736 mm, avec 11,9 jours de précipitations en janvier et 8,3 jours en juillet. Pour la période 1991-2020, la température moyenne annuelle observée sur la station météorologique de Météo-France la plus proche, « Mathaux-Étape », sur la commune de Mathaux à 16 km à vol d'oiseau, est de 11,5 °C et le cumul annuel moyen de précipitations est de 733,9 mm. 
La température maximale relevée sur cette station est de 41,5 °C, atteinte le 25 juillet 2019 ; la température minimale est de −18 °C, atteinte le 2 janvier 1997,,.
Les paramètres climatiques de la commune ont été estimés pour le milieu du siècle (2041-2070) selon différents scénarios d'émission de gaz à effet de serre à partir des nouvelles projections climatiques de référence DRIAS-2020. Ils sont consultables sur un site dédié publié par Météo-France en novembre 2022.

## Urbanisme

### Typologie
Au 1er janvier 2024, Jasseines est catégorisée commune rurale à habitat dispersé, selon la nouvelle grille communale de densité à 7 niveaux définie par l'Insee en 2022.
Elle est située hors unité urbaine. Par ailleurs la commune fait partie de l'aire d'attraction de Troyes, dont elle est une commune de la couronne,. Cette aire, qui regroupe 209 communes, est catégorisée dans les aires de 200 000 à moins de 700 000 habitants,.

### Occupation des sols
L'occupation des sols de la commune, telle qu'elle ressort de la base de données européenne d’occupation biophysique des sols Corine Land Cover (CLC), est marquée par l'importance des territoires agricoles (91,8 % en 2018), en diminution par rapport à 1990 (94 %). La répartition détaillée en 2018 est la suivante : 
terres arables (91,8 %), forêts (4,4 %), zones urbanisées (3,8 %). L'évolution de l’occupation des sols de la commune et de ses infrastructures peut être observée sur les différentes représentations cartographiques du territoire : la carte de Cassini (XVIIIe siècle), la carte d'état-major (1820-1866) et les cartes ou photos aériennes de l'IGN pour la période actuelle (1950 à aujourd'hui).

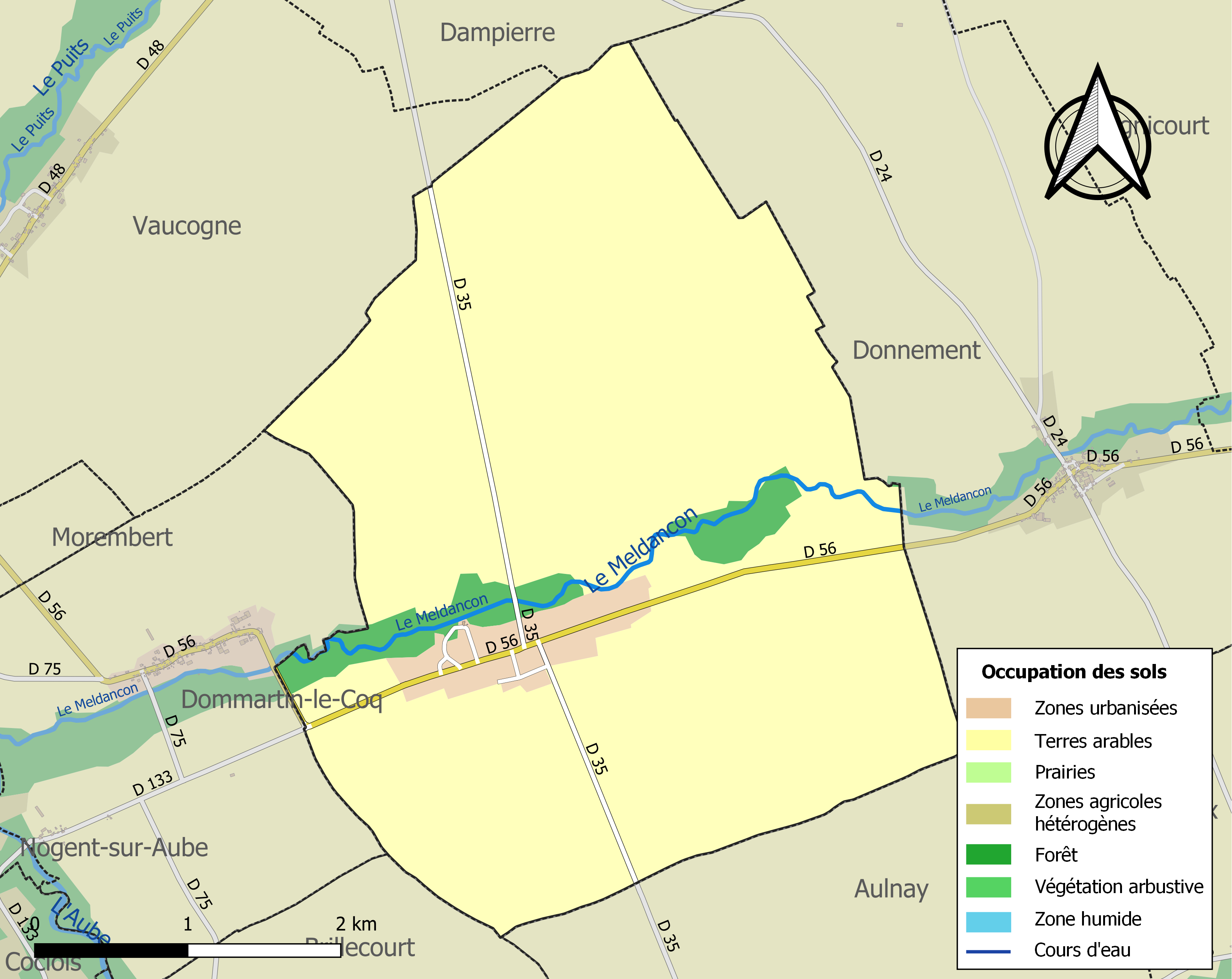
Carte des infrastructures et de l'occupation des sols de la commune en 2018 (CLC).

## Histoire
Le village est, au moins, un lieu d'habitation depuis l'époque celtique, un cercueil de cette époque fut trouvé en 1780.
La Tombelle d'Aulnay, probablement d'époque celtique également, est située sur le territoire de Jasseines.
La seigneurie était au seigneur de Rosnay. La vente, en 1638, de la principale seigneurie faisait passer la terre à Bernard de Michelot, seigneur de la Roche et de Surchamps. Un château, as maison de fors la motte, et toute la motte à tout les fossez est attribué à Geoffroi de Jasseines en 1274 ou 75.

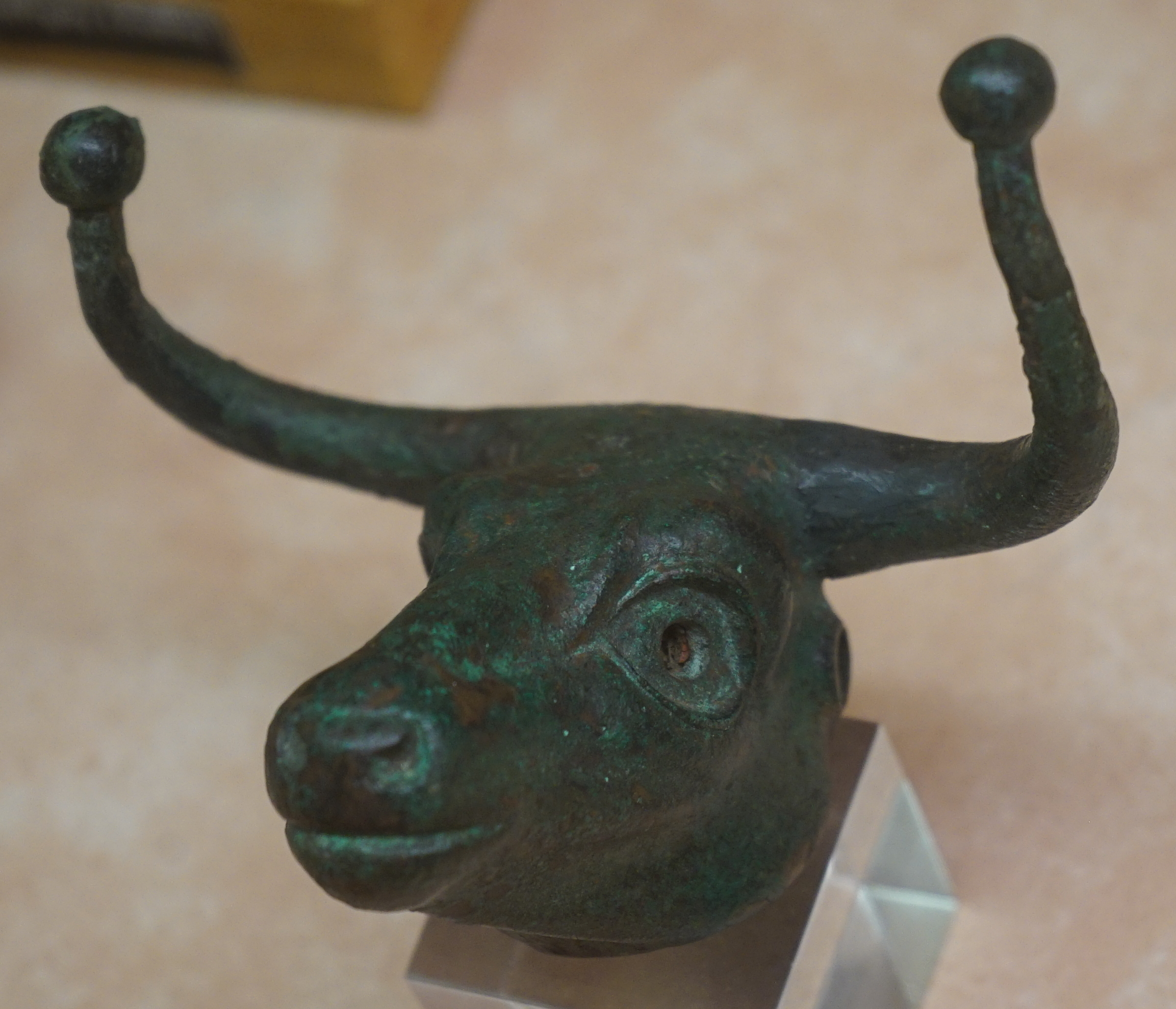
Tarvos, trouvé au milieu du XIXe siècle au lieu-dit la Tombelle-d'Aulnay.

En 1789, le village faisait partie du l'intendance et de la généralité de Châlons, de l'élection de Bar-sur-Aube et du bailliage de Chaumont.

### Gros-Gagnage
Fief dépendant de Jasseines et en arrière-banc de Rosnay, en 1604 il est cité comme appartenant au prieuré de Ramerupt.

### Rétrionettes
Bois aussi nommé la Ritronette, Bellevue qui était en partie sur Vaucogne, Jasseines et Donnement.

### Surchamp
Fief de Jasseines qui est cité comme appartenant à Bernard de Michelot, écuyer, aussi seigneur de Jasseines, de Roche ; entre 1632 et 1636 puis en 1668 à Philippe de Millet. En 1732 il est mesuré pour sept fauchées et trente cinq arpents alors qu'il appartenait à Françoise et Anne de Joibert.

## Politique et administration
| Période                                  | Période  | Identité                    | Étiquette | Qualité      |
| ---------------------------------------- | -------- | --------------------------- | --------- | ------------ |
| 1986                                     | 2014     | M. Guy Pichon               |           |              |
| 2014                                     | En cours | Mme Marie-Chantal de Zutter | DVD       | Agricultrice |
| Les données manquantes sont à compléter. |          |                             |           |              |

## Démographie

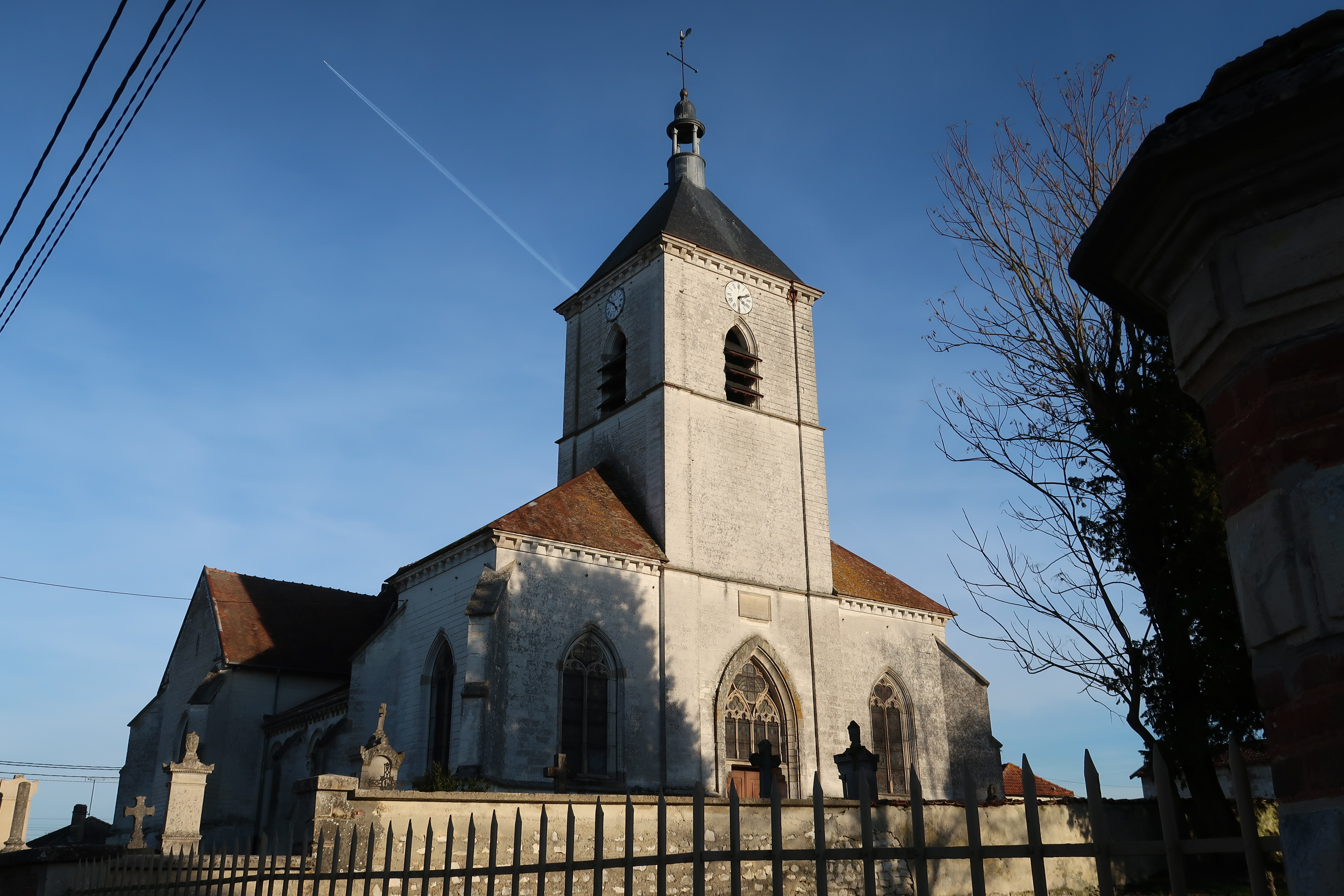
Église.

L'évolution du nombre d'habitants est connue à travers les recensements de la population effectués dans la commune depuis 1793. Pour les communes de moins de 10 000 habitants, une enquête de recensement portant sur toute la population est réalisée tous les cinq ans, les populations de référence des années intermédiaires étant quant à elles estimées par interpolation ou extrapolation. Pour la commune, le premier recensement exhaustif entrant dans le cadre du nouveau dispositif a été réalisé en 2006.

En 2022, la commune comptait 160 habitants, en évolution de −10,11 % par rapport à 2016 (Aube : +0,7 %, France hors Mayotte : +2,11 %).
| 1793 | 1800 | 1806 | 1821 | 1831 | 1836 | 1841 | 1846 | 1851 |
| ---- | ---- | ---- | ---- | ---- | ---- | ---- | ---- | ---- |
| 385  | 310  | 350  | 363  | 387  | 400  | 412  | 389  | 388  |

| 1856 | 1861 | 1866 | 1872 | 1876 | 1881 | 1886 | 1891 | 1896 |
| ---- | ---- | ---- | ---- | ---- | ---- | ---- | ---- | ---- |
| 409  | 388  | 360  | 338  | 326  | 317  | 310  | 315  | 307  |

| 1901 | 1906 | 1911 | 1921 | 1926 | 1931 | 1936 | 1946 | 1954 |
| ---- | ---- | ---- | ---- | ---- | ---- | ---- | ---- | ---- |
| 302  | 277  | 272  | 248  | 247  | 247  | 235  | 210  | 218  |

| 1962 | 1968 | 1975 | 1982 | 1990 | 1999 | 2006 | 2011 | 2016 |
| ---- | ---- | ---- | ---- | ---- | ---- | ---- | ---- | ---- |
| 216  | 186  | 165  | 158  | 166  | 148  | 151  | 178  | 178  |

| 2021 | 2022 | - | - | - | - | - | - | - |
| ---- | ---- | - | - | - | - | - | - | - |
| 166  | 160  | - | - | - | - | - | - | - |

## Lieux et monuments
La paroisse couvrait aussi Sainte-Thuise et avait comme succursale l'église de Dommartin-le-Coq et dépendait du doyenné Margerie elle était à la présentation du prieur de Ramerupt. En effet, Atton (évêque de Troyes) en avait fait don à l'abbaye de Ramerupt. L'église du XIIe siècle était au vocable de Saint-Pierre-ès-Liens, bâtie sur une forme de croix latine, elle a une abside à cinq pans. Le transept est du XVIe siècle et le portail et le clocher sont, eux du XIXe siècle.

## Personnalités liées à la commune
- Gérard Menuel né le 7 mai 1952 à Jasseines.